# Soar
Soar (em árabe: صحار; romaniz.: Ṣuḥār) é uma cidade da província de Batina Setentrional e capital do vilaiete de Soar, no Omã. Banhada pelo Golfo de Omã, a sua origem é debatida, com sinais de civilização humana datando a 2500 A.C, através de minas de cobre localizadas na região. Atualmente, a cidade é considerada um hub industrial, com o seu novo porto, em operação desde 2004 e controlado pela Asyad e pelo Porto de Roterdão, recebendo mais de 3 mil navios por ano e conectando partes do comércio da África, Ásia e Europa.
Recentemente, o Ministério da Habitação e Planeamento Urbano divulgou o projeto para a transformação da cidade numa porta de entrada de comércio e investimento internacional, com a criação de 20 mil novas habitações, assim como a expansão dos espaços verdes, com o nome "Sohar Smart City". A cidade está programada para ser de fácil acesso sem veículo, de forma a eliminar a sua necessidade. A construção desta nova cidade está marcada para as duas próximas décadas, com a data de finalização apontada para 2040.
De acordo com o censo de 2010, tinha 129 759 habitantes, com a cidade compreendendo uma área de 314 quilômetros quadrados. Segundo o censo de 2020, das atuais 219,264 pessoas que vivem na cidade, apenas 54,8% (120,135) são omanis. Soar é a quinta maior cidade do país.